# 真福寺道
真福寺道（しんぷくじみち）とは、愛知県岡崎市真福寺町の真福寺に至る参詣の道である。

## 概要
真福寺の薬師如来のご利益を得るために人々が辿った参詣道で、足助街道から分岐して真福寺に至る。別名「薬師道」ともいう。下記の通りそのルートは1つではなかった。

### 井田から分岐する経路
岡崎城下から足助街道を北上し、井田坂通りの井田観音堂の分岐点で北東方向に入る。斜めに細い道を進み、鴨田で九品院の東側を通る。途中「春日通り」の一部をかすめて、西阿知和の若宮八幡宮の西側の未舗装道路に入り、愛知県立岡崎聾学校の裏手を少し行った場所に「是北真福」と刻まれた道標がある。東名高速道路の下を通り抜け、真福寺川を渡って真福寺に至る。
井田からのルートは時代とともに寂れていった。代わって百々から滝山寺に通じる道が開けると、滝山寺へ参詣する人が多くなっていったという。

### 東蔵前から分岐する経路
このルートはいちばん単純で分かりやすいルートといえる。現代の愛知県道39号岡崎足助線の東蔵前交差点から東へ愛知県道339号長沢東蔵前線に入り、愛知県立岩津高等学校の南を通って真福寺交差点手前まで道なりに進むだけである。道路の通称名「真福寺道」の案内標識はこの区間にある。足助街道から真福寺道に入って50メートルほど進んだあたりの北側に「是より真福寺薬師道 従是十二丁」と刻まれた道標がある。かつては自動車が通る車道としては行き違いが困難な幅員狭小の区間が多かったが、順次県道の拡張工事が進んで、現在では大型車どうしでも容易に行き違いができるようになった。伊豫田家具製作所の南側の直線道路は丘を切り開いて通りやすくしたバイパス路であって、旧道は巨石のある方向へぐるりと回り込む。この先をさらに東へ進むと駒立で、松平往還に連なっていた。

### 挙母方面からの経路
挙母（現在の豊田市）から矢作川を渡し舟で渡河し、細川に入って南下して足助街道を横切り、八ツ木の山を越えて真福寺に向かう道もあったという。この道は足助街道から分岐して挙母に至る街道の一つで、挙母道（ころもみち）とも呼ばれていた。岡崎観光きらり百選に選定されている松明院を始め、挙母道には寺社やお地蔵様が点在しており、狭い道筋に往古の面影を感じることができる。

## 接続する路線
- 井田ルート
  - 井田観音で足助街道より分岐する。
  - 主要地方道岡崎環状線により道筋が分断されている。
  - 大沼街道
  - 春日通り
- 東蔵前ルート
  - 東蔵前で足助街道より分岐する。
- 挙母道ルート
  - 国道248号（細川町交差点）
  - 足助街道（仁木町）

## 沿線・周辺
| - 井田ルート - 井田観音 - 九品院 - 青木川 - 謁播橋 - 謁播神社 - 東阿知和児童公園 - 若宮八幡宮 - 愛知県立岡崎聾学校 - 真福寺川 - 真福寺町公民館 | - 東蔵前ルート - 愛知県立岩津高等学校 - 岡崎市立岩津中学校 - 真福寺町公民館 - 挙母道ルート - 矢作川 - 蓮性院 - 松明院 - 仁木八幡宮 - 見徳寺 |